# Paul Neefs
Paul Neefs (Turnhout, 4 de Julho de 1933 – Oud-Turnhout, 7 de Maio de 2009) foi um arquitecto e escultor belga. Em 1956 formou-se no Hoger Instituut voor Architectuur St. Lucas em Gante e trabalhou como arquitecto independente de 1958-1983. Paul Neefs foi um dos mais conhecidos arquitectos modernistas da sua generação.

## Obras
Entre 1958 e 1983 Neefs construiu umas 60 habitações e 4 bairros de habitações sociais, uma câmara municipal, uma igreja, um silo para cereais e um hangar em Turnhout. Os apreciadores de arquitectura estimam as suas obras porque são – segundo eles – consistentes e actuais.
Em comparação com outros arquitectos belgas, é notável que as suas obras têm muitas ligações com o modernismo, com poucos elementos e detalhes rígidos, linhas rectas e ângulos rectos. Fascinou-se pelos grandes modernistas como Le Corbusier (1896-1967), Walter Gropius (1883-1969), Henry Van de Velde (1863-1957), Alvar Aalto (1898-1976) e Mies van der Rohe (1886-1969).
As formas oblíquas e agudas de Hans Scharoun (1893-1972) e os planos curvos do brasileiro Oscar Niemeyer (1907) também fascinaram Paul Neefs. Ambos os arquitectos introduziram um tipo de ‘ligeirismo’ e uma poesia no modernismo.
Talvez seja a ausência de detalhes que torna as obras de Neefs tão atraentes para os seus apreciadores. Os planos parecem discretos e autênticos porque as bordas são apagadas ou dissolvidas o mais possível. As janelas de metal são quase sempre juntas numa banda de janelas em que a medida destas se mantém, esteja a janela aberta ou não. Os parapeitos desaparecem porque também se estuca do lado inferior até à janela. As molduras metálicas das portas não sobressaem das paredes sendo igualmente pintadas como as paredes. Os corrimões desaparecem ou em paredes maciças, das quais o lado de cima também é estucado, ou em vidro em quadros finíssimos de metal.
Na sua própria casa (1963) Paul Neefs estipulou pela primeira vez de uma forma clara a sua opinião sobre arquitectura. Graças à plantação num terreno no meio de campos, todas as orientações e vistas são abertas.
Alguns dos grandes projectos como uma escola, um convento, uma casa de repouso, complexos de apartamentos e uma câmara municipal nunca foram realizados. Em 1983 Paul Neefs despediu-se da sua profissão como arquitecto. Nos seus tempos livres começou a esculpir: desenhos, serigrafias e esculturas de metal e madeira. Muitas dessas obras são exibidas nas suas habitações.
Links externos
- Huiselijk modernisme: drie woningen rond Turnhout[ligação inativa] op warande.be
- Afbeeldingen op thomasdaniell.com
- In memoriam Paul Neefs (1933-2009), gazetvanturnhout.be
- Licht en optimistisch, De Standaard online, 16 mei 2009
- In memoriam Paul Neefs, Vlaams Architectuur Instituut
- Dertien eigen woningen architecten worden beschermd, DeMorgen.be, 18 oktober 2007